# 兰迪·谢克曼
兰迪·韦恩·谢克曼（英語：Randy Wayne Schekman，1948年12月30日—），美國细胞生物学家，加州大学伯克利分校教授，曾任《美国国家科学院院刊》主编。2011年，他被宣布为《eLife》的编辑，《eLife》是霍华德·休斯医学研究所、马克斯·普朗克学会，以及惠康基金会于2012年发布的新的高调的开放获取期刊。1992年当选美国国家科学院院士。2002年与詹姆斯·罗思曼因对细胞膜传输的研究获拉斯克基础医学奖。2013年谢克曼与詹姆斯·罗思曼和托马斯·聚德霍夫因為在细胞膜囊泡运输方面有开创性的發現而共同获得诺贝尔生理学或医学奖。

## 早年
谢克曼出生在明尼苏达州圣保罗，是福特车推销员萨姆·谢克曼和老师南希的孩子。他于1971年在洛杉矶加州大学获得分子科学学士学位。期间他作为交换生在苏格兰爱丁堡大学度过了第三学年。1975年他因为对DNA复制的研究在斯坦福大学获博士学位。。1984年他被提升任副教授，并且1994年升任教授。

## 研究
谢克曼自1991年以来一直是霍华德·休斯医学研究所的研究员。在伯克利加州大学谢克曼实验室进行了真核细胞中关于膜组件和囊泡运输过程的分子描述的实验。在此之前，他是该校现在已经解散的生物化学系的一名教师。
谢克曼的研究主要是基于酵母菌。在加利福尼亞大學聖地牙哥分校做博士后研究时，导师本来研究的是哺乳动物细胞膜，但谢克曼考虑到酵母菌更易培植，便转而研究酵母。酵母菌与人类细胞差别较大，他的研究资助申请最初被驳回，但他坚持下来并获得成功。

## 對三大期刊「宣戰」
2013年12月9日，谢克曼投書英國《衛報》，批評學界三大權威期刊——《自然》、《細胞》、《科学》的浮華作風「正在摧毀科學」，並宣佈自己的實驗室將「永不投稿」至上述期刊。
相關主張已有中文採訪可考。

## 开放获取科学
2013年12月，谢克曼呼吁学术期刊出版改革和开放获取科学出版物，宣布他在加利福尼亚大学伯克利分校的实验室不再投稿给著名的封闭式访问的期刊《自然》、《細胞》、《科学》，理由是它们对科学的自私的和有害的影响。他批评这些期刊人为地限制了接受的出版物数量，以推动需求。此外，谢克曼表示，这些期刊接受那些将要经常被引用的论文，以增加期刊的威望，而不是接受那些展示重要结果的论文。谢克曼曾表示，在这些杂志上发表的威望和难度有时会导致科学家偷工减料或追求潮流，而不是对重要问题进行研究。谢克曼是《eLife》的现任编辑，《eLife》是一个开放获取期刊和《自然》、《細胞》、《科学》的竞争者。获得接受的论文是免费的。